# Ladaenti Houmadi
Ladaenti Houmadi (geb. 23. Juni 1983, Chandra, Komoren) ist eine Politikerin in den Komoren. Sie ist seit 2020  in der Unionsversammlung der Komoren.

## Leben
Ladaenti Houmadi wurde 1983 in Chandra, auf Anjouan, geboren. Sie studierte am Lycée de Mutsamudu und erhielt dort ein Diplôme d’études universitaires générales (DEUG) am Universitären zentrum in Patsy. Sie ist Englischlehrerin.
Sie wurde bei den Kommunalwahlen in den Komoren 2015 als Bürgermeisterin von Bambao Mtrouni gewählt und wurde 2018 zur Ministerin für Arbeit, Jugend und Sport in die Regierung von Azali Assoumani berufen. Sie trat im Juni 2019 zurück.
Danach wurde sie als Beraterin für Soziales beim Präsidenten angestellt, bis zu ihrer Wahl in den Parlamentswahlen in den Komoren 2020 im Wahlkreis Cuvette in Anjouan.